# Juliet Aubrey
Juliet Aubrey, née le 17 décembre 1966 à Fleet (Hampshire), est une actrice britannique. 
Elle est surtout connue pour le rôle d'Helen Cutter qu'elle interprète dans la série anglaise Nick Cutter et les Portes du temps (Primeval).

## Vie privée
Juliet est la fille du docteur Roland Aubrey et de sa femme Sylvia. Juliet est mi anglaise, mi galloise. En 2001, elle épouse Steve Ritchie avec lequel elle a deux filles. Sa sœur aînée meurt en 2011 à la suite d'une chute du toit de son domicile de Manhattan à New York, où elle vivait avec son mari et ses cinq enfants.

## Carrière
Après avoir étudié l'archéologie au King's College de Londres, elle part étudier pendant un an en Italie et joue dans une troupe itinérante. À son retour, elle rentre dans la Central School of Speech and Drama. Après ses études, elle jouera dans plusieurs pièces de théâtre et se consacrera également au cinéma. Elle interprète en 2007 le rôle d'Helen Cutter, femme de Nick Cutter, dans la série télévisée Primeval pendant deux ans, puis dans le rôle d'Orla fante (épisode 7 et 8 de la saison 1) du feuilleton Hunted réalisé en 2012.

## Filmographie
- 1992 : Shining Through, David Seltzer : une petite brune dansant (non créditée)
- 1992 : The Big Battalions, série télévisée (2 épisodes) : Susan
- 1993 : The Case-Book of Sherlock Holmes, série télévisée (1 épisode : The Last Vampyre) : Dolores
- 1993 : Années d'enfance, Roberto Faenza : Hannah
- 1994 : Middlemarch, série télévisée (7 épisodes) : Dorothea Brooke
- 1994 : Jacob, téléfilm de Peter Hall : Leah
- 1995 : Go Now de Michael Winterbottom : Karen Walker
- 1995 : Performance, série télévisée (1 épisode : Measure for Measure) : Isabella
- 1996 : Take Pity, court-métrage : Carolina
- 1996 : Death of a Salesman, téléfilm de David Thacker : Miss Forsythe
- 1997 : The Moth, téléfilm de Roy Battersby : Sarah Thorman
- 1997 : Supply and Demand, téléfilm de Linda La Plante : Chomsky
- 1997 : Welcome to Sarajevo de Michael Winterbottom :Helen Henderson
- 1997 : For My Baby de Rudolf van den Berg : Lilian Glass
- 1997 : Food of Love de Stephen Poliakoff : Madeline
- 1998 : Still Crazy de Brian Gibson : Karen Knowles
- 1998 : The Unknown Soldier, téléfilm de David Drury : Sophia Carey
- 1999 : Les Saisons de l'amour (Il tempo dell'amore) de Giacomo Campiotti : Martha
- 1999 : The Lost Lover de Roberto Faenza : Asya
- 1999 : Extremely Dangerous, série télévisée (4 épisodes) : Annie
- 2000 : The Canterbury Tales, série télévisée (1 épisode : The Journey Back) : Voice
- 2001 : Cyclops, téléfilm de Bharat Nalluri : Esther Powell
- 2001 : Once Seen, court-métrage
- 2001 : Iris de Richard Eyre : Janet Stone jeune
- 2002 : Bertie and Elizabeth, téléfilm de Giles Foster : Queen Elizabeth
- 2002 : Ella and the Mothers, téléfilm de Gavin Millar : Madeline
- 2003 : The Mayor of Casterbridge, téléfilm de David Thacker : Susan Henchard
- 2005 : Dalziel and Pascoe, série télévisée (2 épisodes) : Dr Eleanor Brown
- 2005 : The Constant Gardener de Fernando Mereilles : Gloria Woodrow
- 2006 : A Good Murder, téléfilm de Graham Theakston : Kay
- 2006 : Inspecteur Barnaby, série télévisée (1 épisode : Country Matters) : Ginny Lamington
- 2007 : Judge John Deed, série télévisée (2 épisodes : War Crimes, partie 1 et 2) : Fran Pavely
- 2007 : A Class Apart, téléfilm de Nick Hurran : Olivia Troth
- 2007 : City of Vice, série télévisée de Justin Hardy (1 épisode : 1.5) : Jane Fawkland
- 2007 : Primeval, série télévisée (25 épisodes, 2007-2009 et 2011) : Helen Cutter
- 2008 : Caught in the Act de Steven Speirs : Marlene
- 2008 : Criminal Justice, mini-série (4 épisodes) : Mary Coulter
- 2009 : Storm, court-métrage : Nicky
- 2009 : Law & Order: UK, série télévisée (1 épisode : Vice) : Emma Sandbrook
- 2010 : Five Daughters, série télévisée (3 épisodes) : Marie Alderton
- 2010 : Lewis, série télévisée (1 épisode : The Dead of Winter) : Selina Mortmaigne
- 2010 : F de Johannes Roberts : Helen Anderson
- 2011 : Outcasts, série télévisée (2 épisodes) : Josie Hunter
- 2011 : Super Eruption, téléfilm de Matt Cod : Kate
- 2011 : Vera, série télévisée (1 épisode : Hidden Depths) : Felicity Calvert
- 2012 : Hunted, série télévisée (2 épisodes) : Orla Fanta
- 2012 : Lilyhammer, série télévisée (1 épisode : Reality Check) : Karen Sokolowsky
- 2012 : Silent Witness, série télévisée (2 épisodes : Redhill, parties 1 et 2) : Miriam Wade
- 2012 : The White Queen, série télévisée (6 épisodes) : Lady Anne Beauchamp, Countess of Warwick
- 2014 : The Village, série télévisée (1 épisode : 2.2) : Joy Dangerfield
- 2015 : Fallen de Scott Hicks : Doreen Price
- 2015 : Stuck de Mitch Davis : Marta
- 2016 : Infiltrator (The Infiltrator) de Brad Furman
- 2016 : Mine de Fabio Guaglione et Fabio Resinaro : La mère de Mike
- 2017 : Snatch (série télévisée) : Lily Hill